# يتيمة الدهر
يتيمة الدهر في شعراء أهل العصر هي أشهر وأجل تآليف أبو منصور الثعالبي التي تجاوزت الثمانين كتاباً، وأول كتاب في تراجم الشعراء مبنيٍّ على تقسيم الأقاليم. وفي مكتبات العالم منه مخطوطات كثيرة جداً. ترجم فيه الثعالبي لشعراء عصره، وبناه على أربعة أقسام، الأول: في شعراء الشام وما جاورها، والثاني: في شعراء دولة بني بويه، والثالث: في شعراء الجبال وفارس وجرجان وطبرستان، والرابع: في شعراء خراسان وما وراء النهر، وجعل كل قسم منها موزعاً على عشرة فصول، يتناول في كل فصل ترجمة شاعر أو أكثر، حتى بلغت تراجم بعض الفصول العشرات. واعتمد في كثير من تراجمه على مشافهة من يترجم لهم، فإن تعذر ذلك فممن شافهوهم، فإن تعذر ذلك وهو النادر لجأ إلى دواوين الشعراء ينتقي منها وينتخب. وقد ذهب ابن خلكان إلى أن اليتيمة ذيل لكتاب (البارع) لابن المنجم، وتابعه على ذلك حاجي خليفة. أتم الثعالبي اليتيمة سنة 384هـ فلما رأى ما لقيته من الشهرة والذيوع أعاد تأليفها سنة 403هـ وهو بجرجان وأهداها لخوارزم شاه، وبعد عشرين عاماً ألحق بها ذيلاً كان بمثابة السجل لمستجدات الشعر والشعراء، وفيه تطرق لذكر أبي العلاء الذي كانت شهرته قد طبقت الآفاق بعد انتشار اليتيمة.
والطبعة المرفقة هي أول تحقيق وطبع لليتيمة في العصر الحديث وتم ذلك في المطبعة الحنفية في دمشق سنة 1304 هـ باعتماد النسخة التي كتبها الثعالبي أول مرة سنة 384هـ. وقد خص المتنبي فيها بأكثر من مائتي صفحة، طبعت مفردة سنة 1915 م بعنوان (أبو الطيب المتنبي: ما له وما عليه). تعد يتيمة الدهر المصدر الوحيد لمعرفة الكثير من شعراء القرن الرابع الهجري. ولها دور لعبته في إغراء المؤرخين من بعدها للنسج على منوالها، كان أولهم الباخرزي تلميذ الثعالبي المقتول سنة 467 هـ حيث ألحق باليتيمة ذيلاً سماه (دمية القصر) وتلا ذلك ثلاثة ذيوله هي (وشاح الدمية) لعلي بن زيد البيهقي المتوفى سنة 565 هـ و(زينة الدهر) للحظيري المتوفى سنة 567 هـ و(خريدة القصر) للعماد الأصبهاني المتوفى سنة 597 هـ إضافة إلى (الذخيرة) لابن بسام حيث صرح في مقدمته أنها ذيل لليتيمة في بلاد الأندلس. وقد سبق الثعالبي النقاد في ثنائه على كتابه فقال: «ولا أحسب المستعيرين يتعاورونه والمنتسخين يتداولونه حتى يصير من أنفس ما تشح عليه أنفس أدباء الإخوان، وتسير به الركبان إلى أقاصي البلدان» قال ياقوت: «رأيت نسخة منه بيعت بثلاثين ديناراً نيسابورية.»